# Oskar Schröder
Pour les articles homonymes, voir Schröder.
Oskar Schröder est un médecin allemand.

## Biographie
Il est né le 6 février 1891 à Hanovre. Il étudie en faculté de médecine de 1910 à 1914 et reçoit son doctorat à Berlin le 30 août 1919. Durant la Première Guerre mondiale il sert comme médecin militaire. Après la guerre, il entre dans le domaine de l'oto-rhino-laryngologie à Königsberg, entre 1920 à 1925. En janvier 1931, il travaille comme médecin militaire. En mai 1935 il rejoint le ministère de l'Aviation du Troisième Reich. Au cours de la Seconde Guerre mondiale, en février 1940, il est médecin dans la deuxième flotte aérienne et dirige le service de médecine.
Il participe à des expériences entre juillet et septembre 1944 dans le camp de concentration de Dachau sur les prisonniers. L'expérience consistait, pour ses 44 victimes, à ne pas manger et boire de l'eau de mer.
Au procès des médecins à Nuremberg il est reconnu coupable et est accusé de crimes de guerre et crimes contre l'humanité, dont assassinat, brutalité, cruauté, torture et actes inhumains. Il est condamné à la prison à vie, mais sa peine est plus tard réduite à 15 ans d'emprisonnement.
Il décède le 26 janvier 1959 à Munich.